# Fritz Schär
Fritz Schär (* 13. März 1926 in Kaltenbach TG; † 29. September 1997 in Frauenfeld) war ein Schweizer Radrennfahrer.

## Sportliche Laufbahn
Fritz Schär begann seine radsportliche Laufbahn 1946 und gehörte in den 1950er Jahren gemeinsam mit Hugo Koblet und Ferdy Kübler zu den international stärksten Radrennfahrern der Schweiz. Seine besondere Stärke war das Bergfahren. Mit dem Sieg bei der Vier-Kantone-Rundfahrt 1946 schaffte er die Qualifikation in die damalige A-Klasse der Amateure in der Schweiz.
1947 wurde er Schweizer Meister im Querfeldein und gewann auf der Bahn den nationalen Titel in der Einerverfolgung der Amateure. 1947 siegte er in der Meisterschaft von Zürich für Amateure.
In seiner Zeit als Profi, bis 1958, konnte er zahlreiche Siege für sich verbuchen, darunter zweimal bei der Meisterschaft von Zürich (1949, 1950) sowie der Schweizer Strassenmeisterschaft (1953). Er gewann auch fünf Etappen bei der Tour de Suisse, die er 1953 und 1956 jeweils als Zweiter beendete. 1952 siegte er erneut in der Vier-Kantone-Rundfahrt, nun bei den Profis.
Schärs grösste Erfolge waren eine Silbermedaille bei den Strassen-Weltmeisterschaften 1954 in Solingen hinter Louison Bobet sowie das Erringen des Gelben Trikots bei der Tour de France 1953, das er insgesamt sechs Tage lang trug. Schliesslich wurde er Sechster in der Gesamtwertung und errang das Grüne Trikot, das in jenem Jahr zum ersten Mal vergeben wurde.
Dass Fritz Schär intensiv dopte, war ein offenes Geheimnis. Sein Spitzname lautete «Pillenfritz».

## Berufliches
Schär absolvierte nach der Schule eine Ausbildung bei der Schweizerischen Post AG.

## Familiäres
Sein Enkel Ronnie Schildknecht (* 1979) ist ein erfolgreicher Triathlet.